# Sturzkampfgeschwader 163
Das Sturzkampfgeschwader 163 war ein Verband der Luftwaffe der Wehrmacht vor dem Zweiten Weltkrieg. Als Sturzkampfgeschwader, ausgestattet mit Sturzkampfbombern, vom Typ Henschel Hs 123 und Junkers Ju 87, bildete es Bomberbesatzungen aus für Luftangriffe mit Bomben. Es wurde am 1. Mai 1939 in das Sturzkampfgeschwader 2 eingegliedert.

## Geschichte
Die I. Gruppe des Sturzkampfgeschwaders 163 entstand im Rahmen der Aufrüstung der Luftwaffe am 1. Oktober 1937 in Breslau aus der III. Gruppe des Sturzkampfgeschwaders 162. Die II. Gruppe bildete sich am 1. November 1938 in Langensalza (Lage) aus der umbenannten Schlachtfliegergruppe 50. Ein Geschwaderstab oder weitere Gruppen existierten nicht.
Anfangs flog das Geschwader mit der Henschel Hs 123, bevor die modernere Junkers Ju 87B eingeführt wurde. Am 1. Mai 1939 erhielt die I. und die II. Gruppe nach dem neuen Benennungsschema der Luftwaffe die Bezeichnung I. und III. Gruppe des Sturzkampfgeschwaders 2.

## Gruppenkommandeure
I. Gruppe
- Major Alexander Holle, 1. Oktober 1937 bis 1. April 1938[2]
- Major Oskar Dinort, 1. Februar 1939 bis 1. Mai 1939[3]

II. Gruppe
- Hauptmann Ernst Ott, 1. November 1938 bis 1. Mai 1939[4]